# 6 Horas de Baréin 2021
Las 6 Horas de Baréin de 2021 (oficialmente FIA WEC Bapco 6 Hours of Bahrain) fue la quinta ronda de la temporada 2021 del Campeonato Mundial de Resistencia de la FIA. Se celebró del 28 al 30 de octubre de 2021 en el circuito Internacional de Baréin, ubicado en Sakhir, Baréin.
Las 6 Horas de Baréin fueron realizadas debido a la cancelación de las 6 Horas de Fuji debido a las restricciones de viaje presentes en Japón, por esa razón se decidió realizar una segunda prueba en Baréin previa a las 8 Horas de Baréin que cierra la temporada. La última vez que se habían celebrado las 6 Horas de Baréin fue en la temporada 2017.
El ganador de la prueba por tercera vez consecutiva en la temporada fue el chasis N.º 7 de Toyota Gazoo Racing pilotado por Mike Conway, Kamui Kobayashi y José María López. Con esta victoria más el segundo puesto del N.º 8, Toyota ganó el campeonato de equipos en la categoría Hypercar.
Entre los LMP2, el ganador fue el automóvil N.º 31 de Team WRT, pilotado por Robin Frijns, Ferdinand Habsburg y Charles Milesi, quienes consiguieron su segunda victoria consecutiva. En la Copa LMP2 Pro-Am, el ganador fue el chasis N.º 29 de Racing Team Nederland, que consiguió su tercera victoria de la temporada gracias a Frits van Eerd, Giedo van der Garde y Job van Uitert.
Entre los GTE, Porsche y Aston Martin se repartieron las victorias, en LMGTE-Pro, se impuso el automóvil de Porsche GT Team N.º 92, pilotado por el francés Kévin Estre y el suizo Neel Jani. Mientras que en LMGTE-AM, el ganador fue el chasis N.º 33 de TF Sport, pilotado por Ben Keating, Dylan Pereira y Felipe Fraga.

## Clasificación
Las pole positions de cada clase están marcadas en negrita.
| Pos. | Categoría | N.° | Escudería                 | Tiempo   | Dif.    | Parrilla |
| ---- | --------- | --- | ------------------------- | -------- | ------- | -------- |
| 1    | Hypercar  | 8   | Toyota Gazoo Racing       | 1:47.049 | —       | 1        |
| 2    | Hypercar  | 7   | Toyota Gazoo Racing       | 1:47.447 | +0.398  | 2        |
| 3    | Hypercar  | 36  | Alpine Elf Matmut         | 1:48.003 | +0.954  | 3        |
| 4    | LMP2      | 28  | JOTA                      | 1:49.932 | +2.883  | 4        |
| 5    | LMP2      | 22  | United Autosports USA     | 1:49.994 | +2.945  | 5        |
| 6    | LMP2      | 38  | JOTA                      | 1:50.198 | +3.149  | 6        |
| 7    | LMP2      | 70  | Realteam Racing           | 1:50.559 | +3.510  | 7        |
| 8    | LMP2      | 34  | Inter Europol Competition | 1:50.658 | +3.609  | 8        |
| 9    | LMP2      | 29  | Racing Team Nederland     | 1:50.942 | +3.893  | 9        |
| 10   | LMP2      | 31  | Team WRT                  | 1:51.043 | +3.994  | 10       |
| 11   | LMP2      | 21  | DragonSpeed USA           | 1:51.312 | +4.263  | 11       |
| 12   | LMP2      | 44  | ARC Bratislava            | 1:51.487 | +4.438  | 12       |
| 13   | LMP2      | 20  | High Class Racing         | 1:51.506 | +4.457  | 13       |
| 14   | LMP2      | 1   | Richard Mille Racing Team | 1:51.736 | +4.687  | 14       |
| 15   | LMGTE Pro | 92  | Porsche GT Team           | 1:56.144 | +9.095  | 15       |
| 16   | LMGTE Pro | 91  | Porsche GT Team           | 1:56.178 | +9.129  | 16       |
| 17   | LMGTE Pro | 52  | AF Corse                  | 1:57.327 | +10.278 | 17       |
| 18   | LMGTE Pro | 51  | AF Corse                  | 1:57.573 | +10.524 | 18       |
| 19   | LMGTE Am  | 60  | Iron Lynx                 | 1:58.687 | +11.638 | 19       |
| 20   | LMGTE Am  | 98  | Aston Martin Racing       | 1:59.331 | +12.282 | 20       |
| 21   | LMGTE Am  | 56  | Team Project 1            | 1:59.404 | +12.355 | 21       |
| 22   | LMGTE Am  | 47  | Cetilar Racing            | 1:59.410 | +12.361 | 22       |
| 23   | LMGTE Am  | 54  | AF Corse                  | 1:59.534 | +12.485 | 23       |
| 24   | LMGTE Am  | 33  | TF Sport                  | 1:59.538 | +12.489 | 24       |
| 25   | LMGTE Am  | 88  | Dempsey-Proton Racing     | 1:59.923 | +12.874 | 25       |
| 26   | LMGTE Am  | 83  | AF Corse                  | 2:00.263 | +13.214 | 26       |
| 27   | LMGTE Am  | 77  | Dempsey-Proton Racing     | 2:00.294 | +13.245 | 27       |
| 28   | LMGTE Am  | 777 | D'station Racing          | 2:00.300 | +13.251 | 28       |
| 29   | LMGTE Am  | 85  | Iron Lynx                 | 2:00.457 | +13.408 | 29       |
| 30   | LMGTE Am  | 86  | GR Racing                 | 2:00.939 | +13.890 | 30       |
| 31   | LMGTE Am  | 57  | Kessel Racing             | 2:01.877 | +14.828 | 31       |

Fuente: FIA WEC.

## Carrera
El número mínimo de vueltas para entrar en la clasificación (70% de la distancia de carrera del coche ganador de la general) fue de 129 vueltas. Los ganadores de cada clase se indican en negrita y con una cruz (†).
| Pos. | Categoría   | N.° | Escudería                 | Pilotos                                                  | Chasis                                | Neu. | Vueltas | Tiempo/Retirado |
| Pos. | Categoría   | N.° | Escudería                 | Pilotos                                                  | Motor                                 | Neu. | Vueltas | Tiempo/Retirado |
| ---- | ----------- | --- | ------------------------- | -------------------------------------------------------- | ------------------------------------- | ---- | ------- | --------------- |
| 1    | Hypercar    | 7   | Toyota Gazoo Racing       | Mike Conway Kamui Kobayashi José María López             | Toyota GR010 Hybrid                   | M    | 185     | 6:00:33.356 †   |
| 1    | Hypercar    | 7   | Toyota Gazoo Racing       | Mike Conway Kamui Kobayashi José María López             | Toyota 3.5 L Turbo V6                 | M    | 185     | 6:00:33.356 †   |
| 2    | Hypercar    | 8   | Toyota Gazoo Racing       | Sébastien Buemi Kazuki Nakajima Brendon Hartley          | Toyota GR010 Hybrid                   | M    | 185     | +51.401         |
| 2    | Hypercar    | 8   | Toyota Gazoo Racing       | Sébastien Buemi Kazuki Nakajima Brendon Hartley          | Toyota 3.5 L Turbo V6                 | M    | 185     | +51.401         |
| 3    | Hypercar    | 36  | Alpine Elf Matmut         | André Negrão Nicolas Lapierre Matthieu Vaxivière         | Alpine A480                           | M    | 184     | +1 vuelta       |
| 3    | Hypercar    | 36  | Alpine Elf Matmut         | André Negrão Nicolas Lapierre Matthieu Vaxivière         | Gibson GL458 4.5 L V8                 | M    | 184     | +1 vuelta       |
| 4    | LMP2        | 31  | Team WRT                  | Robin Frijns Ferdinand Habsburg Charles Milesi           | Oreca 07                              | G    | 180     | +5 vueltas †    |
| 4    | LMP2        | 31  | Team WRT                  | Robin Frijns Ferdinand Habsburg Charles Milesi           | Gibson GK428 4.2 L V8                 | G    | 180     | +5 vueltas †    |
| 5    | LMP2        | 28  | JOTA                      | Sean Gelael Stoffel Vandoorne Tom Blomqvist              | Oreca 07                              | G    | 180     | +5 vueltas      |
| 5    | LMP2        | 28  | JOTA                      | Sean Gelael Stoffel Vandoorne Tom Blomqvist              | Gibson GK428 4.2 L V8                 | G    | 180     | +5 vueltas      |
| 6    | LMP2        | 38  | JOTA                      | Roberto González António Félix da Costa Anthony Davidson | Oreca 07                              | G    | 180     | +5 vueltas      |
| 6    | LMP2        | 38  | JOTA                      | Roberto González António Félix da Costa Anthony Davidson | Gibson GK428 4.2 L V8                 | G    | 180     | +5 vueltas      |
| 7    | LMP2        | 22  | United Autosports USA     | Philip Hanson Fabio Scherer Filipe Albuquerque           | Oreca 07                              | G    | 180     | +5 vueltas      |
| 7    | LMP2        | 22  | United Autosports USA     | Philip Hanson Fabio Scherer Filipe Albuquerque           | Gibson GK428 4.2 L V8                 | G    | 180     | +5 vueltas      |
| 8    | LMP2 Pro-Am | 29  | Racing Team Nederland     | Frits van Eerd Giedo van der Garde Job van Uitert        | Oreca 07                              | G    | 178     | +7 vueltas †    |
| 8    | LMP2 Pro-Am | 29  | Racing Team Nederland     | Frits van Eerd Giedo van der Garde Job van Uitert        | Gibson GK428 4.2 L V8                 | G    | 178     | +7 vueltas †    |
| 9    | LMP2        | 1   | Richard Mille Racing Team | Sophia Flörsch Beitske Visser Gabriel Aubry              | Oreca 07                              | G    | 178     | +7 vueltas      |
| 9    | LMP2        | 1   | Richard Mille Racing Team | Sophia Flörsch Beitske Visser Gabriel Aubry              | Gibson GK428 4.2 L V8                 | G    | 178     | +7 vueltas      |
| 10   | LMP2 Pro-Am | 70  | Realteam Racing           | Esteban Garcia Loïc Duval Norman Nato                    | Oreca 07                              | G    | 178     | +7 vueltas      |
| 10   | LMP2 Pro-Am | 70  | Realteam Racing           | Esteban Garcia Loïc Duval Norman Nato                    | Gibson GK428 4.2 L V8                 | G    | 178     | +7 vueltas      |
| 11   | LMP2 Pro-Am | 20  | High Class Racing         | Dennis Andersen Anders Fjordbach Robert Kubica           | Oreca 07                              | G    | 177     | +8 vueltas      |
| 11   | LMP2 Pro-Am | 20  | High Class Racing         | Dennis Andersen Anders Fjordbach Robert Kubica           | Gibson GK428 4.2 L V8                 | G    | 177     | +8 vueltas      |
| 12   | LMP2        | 34  | Inter Europol Competition | Jakub Śmiechowski Renger van der Zande Alex Brundle      | Oreca 07                              | G    | 175     | +10 vueltas     |
| 12   | LMP2        | 34  | Inter Europol Competition | Jakub Śmiechowski Renger van der Zande Alex Brundle      | Gibson GK428 4.2 L V8                 | G    | 175     | +10 vueltas     |
| 13   | LMGTE Pro   | 92  | Porsche GT Team           | Kévin Estre Neel Jani                                    | Porsche 911 RSR-19                    | M    | 174     | +11 vueltas †   |
| 13   | LMGTE Pro   | 92  | Porsche GT Team           | Kévin Estre Neel Jani                                    | Porsche 4.2 L Flat-6                  | M    | 174     | +11 vueltas †   |
| 14   | LMGTE Pro   | 91  | Porsche GT Team           | Gianmaria Bruni Richard Lietz                            | Porsche 911 RSR-19                    | M    | 174     | +11 vueltas     |
| 14   | LMGTE Pro   | 91  | Porsche GT Team           | Gianmaria Bruni Richard Lietz                            | Porsche 4.2 L Flat-6                  | M    | 174     | +11 vueltas     |
| 15   | LMGTE Pro   | 51  | AF Corse                  | Alessandro Pier Guidi James Calado                       | Ferari 488 GTE Evo                    | M    | 174     | +11 vueltas     |
| 15   | LMGTE Pro   | 51  | AF Corse                  | Alessandro Pier Guidi James Calado                       | Ferrari Ferrari F154CB 3.9 L Turbo V8 | M    | 174     | +11 vueltas     |
| 16   | LMGTE Pro   | 52  | AF Corse                  | Daniel Serra Miguel Molina                               | Ferari 488 GTE Evo                    | M    | 174     | +11 vueltas     |
| 16   | LMGTE Pro   | 52  | AF Corse                  | Daniel Serra Miguel Molina                               | Ferrari Ferrari F154CB 3.9 L Turbo V8 | M    | 174     | +11 vueltas     |
| 17   | LMGTE Am    | 33  | TF Sport                  | Ben Keating Dylan Pereira Felipe Fraga                   | Aston Martin Vantage AMR              | M    | 172     | +13 vueltas †   |
| 17   | LMGTE Am    | 33  | TF Sport                  | Ben Keating Dylan Pereira Felipe Fraga                   | Aston Martin 4.0 L Turbo V8           | M    | 172     | +13 vueltas †   |
| 18   | LMGTE Am    | 77  | Dempsey-Proton Racing     | Christian Ried Jaxon Evans Matt Campbell                 | Porsche 911 RSR-19                    | M    | 172     | +13 vueltas     |
| 18   | LMGTE Am    | 77  | Dempsey-Proton Racing     | Christian Ried Jaxon Evans Matt Campbell                 | Porsche 4.2 L Flat-6                  | M    | 172     | +13 vueltas     |
| 19   | LMGTE Am    | 56  | Team Project 1            | Egidio Perfetti Matteo Cairoli Riccardo Pera             | Porsche 911 RSR-19                    | M    | 172     | +13 vueltas     |
| 19   | LMGTE Am    | 56  | Team Project 1            | Egidio Perfetti Matteo Cairoli Riccardo Pera             | Porsche 4.2 L Flat-6                  | M    | 172     | +13 vueltas     |
| 20   | LMGTE Am    | 98  | Aston Martin Racing       | Paul Dalla Lana Augusto Farfus Marcos Gomes              | Aston Martin Vantage AMR              | M    | 172     | +13 vueltas     |
| 20   | LMGTE Am    | 98  | Aston Martin Racing       | Paul Dalla Lana Augusto Farfus Marcos Gomes              | Aston Martin 4.0 L Turbo V8           | M    | 172     | +13 vueltas     |
| 21   | LMP2 Pro-Am | 44  | ARC Bratislava            | Miro Konôpka Oliver Webb Kush Maini                      | Oreca 07                              | G    | 172     | +13 vueltas     |
| 21   | LMP2 Pro-Am | 44  | ARC Bratislava            | Miro Konôpka Oliver Webb Kush Maini                      | Gibson GK428 4.2 L V8                 | G    | 172     | +13 vueltas     |
| 22   | LMGTE Am    | 83  | AF Corse                  | François Perrodo Nicklas Nielsen Alessio Rovera          | Ferrari 488 GTE Evo                   | M    | 172     | +13 vueltas     |
| 22   | LMGTE Am    | 83  | AF Corse                  | François Perrodo Nicklas Nielsen Alessio Rovera          | Ferrari Ferrari F154CB 3.9 L Turbo V8 | M    | 172     | +13 vueltas     |
| 23   | LMGTE Am    | 86  | GR Racing                 | Michael Wainwright Ben Barker Tom Gamble                 | Porsche 911 RSR-19                    | M    | 171     | +14 vueltas     |
| 23   | LMGTE Am    | 86  | GR Racing                 | Michael Wainwright Ben Barker Tom Gamble                 | Porsche 4.2 L Flat-6                  | M    | 171     | +14 vueltas     |
| 24   | LMGTE Am    | 54  | AF Corse                  | Thomas Flohr Francesco Castellacci Giancarlo Fisichella  | Ferrari 488 GTE Evo                   | M    | 171     | +14 vueltas     |
| 24   | LMGTE Am    | 54  | AF Corse                  | Thomas Flohr Francesco Castellacci Giancarlo Fisichella  | Ferrari Ferrari F154CB 3.9 L Turbo V8 | M    | 171     | +14 vueltas     |
| 25   | LMGTE Am    | 85  | Iron Lynx                 | Rahel Frey Sarah Bovy Katherine Legge                    | Ferrari 488 GTE Evo                   | M    | 171     | +14 vueltas     |
| 25   | LMGTE Am    | 85  | Iron Lynx                 | Rahel Frey Sarah Bovy Katherine Legge                    | Ferrari Ferrari F154CB 3.9 L Turbo V8 | M    | 171     | +14 vueltas     |
| 26   | LMGTE Am    | 57  | Kessel Racing             | Takeshi Kimura Mikkel Jensen Scott Andrews               | Ferrari 488 GTE Evo                   | M    | 170     | +15 vueltas     |
| 26   | LMGTE Am    | 57  | Kessel Racing             | Takeshi Kimura Mikkel Jensen Scott Andrews               | Ferrari Ferrari F154CB 3.9 L Turbo V8 | M    | 170     | +15 vueltas     |
| 27   | LMGTE Am    | 47  | Cetliar Racing            | Roberto Lacorte Giorgio Sernagiotto Antonio Fuoco        | Ferrari 488 GTE Evo                   | M    | 170     | +15 vueltas     |
| 27   | LMGTE Am    | 47  | Cetliar Racing            | Roberto Lacorte Giorgio Sernagiotto Antonio Fuoco        | Ferrari Ferrari F154CB 3.9 L Turbo V8 | M    | 170     | +15 vueltas     |
| 28   | LMGTE Am    | 777 | D'station Racing          | Satoshi Hoshino Tomonobu Fujii Andrew Watson             | Aston Martin Vantage AMR              | M    | 169     | +16 vueltas     |
| 28   | LMGTE Am    | 777 | D'station Racing          | Satoshi Hoshino Tomonobu Fujii Andrew Watson             | Aston Martin 4.0 L Turbo V8           | M    | 169     | +16 vueltas     |
| 29   | LMGTE Am    | 60  | Iron Lynx                 | Rino Mastronardi Andrea Piccini Matteo Cressoni          | Ferrari 488 GTE Evo                   | M    | 169     | +16 vueltas     |
| 29   | LMGTE Am    | 60  | Iron Lynx                 | Rino Mastronardi Andrea Piccini Matteo Cressoni          | Ferrari Ferrari F154CB 3.9 L Turbo V8 | M    | 169     | +16 vueltas     |
| 30   | LMP2 Pro-Am | 21  | DragonSpeed USA           | Henrik Hedman Juan Pablo Montoya Ben Hanley              | Oreca 07                              | G    | 166     | +19 vueltas     |
| 30   | LMP2 Pro-Am | 21  | DragonSpeed USA           | Henrik Hedman Juan Pablo Montoya Ben Hanley              | Gibson GK428 4.2 L V8                 | G    | 166     | +19 vueltas     |
| 31   | LMGTE Am    | 88  | Dempsey-Proton Racing     | Khaled Al Qubaisi Adrien De Leener Julien Andlauer       | Porsche 911 RSR-19                    | M    | 166     | +19 vueltas     |
| 31   | LMGTE Am    | 88  | Dempsey-Proton Racing     | Khaled Al Qubaisi Adrien De Leener Julien Andlauer       | Porsche 4.2 L Flat-6                  | M    | 166     | +19 vueltas     |

Fuente: FIA WEC.